# FFA P-16
FFA P-16 byl projekt švýcarského stíhacího a útočného letounu, který byl v 50. letech vyvíjen jako náhrada pístových letounů švýcarského letectva. Po typu EFW N-20 se jednalo o druhý švýcarský pokus o vývoj proudového letounu vlastní konstrukce.
Celý projekt P-16 však byl přes velice slibný vývoj zrušen před zavedením do služby. Přes snahu jeho výrobce, který pokračoval v jeho vývoji na vlastní náklady, se nepodařilo projekt zachránit. Vzdáleným příbuzným typu P-16 je překvapivě dopravní letoun Learjet 23, jenž z jeho konstrukce převzal křídlo.

## Vývoj
Specifikace na vývoj typu byly vydány v roce 1948. Účelem vývoje typu P-16 bylo získat útočný letoun vlastností STOL (Short take-off and landing – krátký vzlet a přistání) vhodný pro úkoly blízké podpory ve specifických švýcarských podmínkách. Proto měl být letoun velice obratný, mít krátký start a být schopný operací z polních letišť.
Firma FFA (Flug- und Fahrzeugwerke AG) v Altenrheimu navrhla jednomístný jednomotorový dolnoplošník s přímým křídlem na jehož koncích byly charakteristické přídavné nádrže. Vodorovná ocasní plocha byla umístěna v polovině SOP. Robustní zatahovací podvozek byl vyvíjen s ohledem na možnost provozu z neupravených ploch a všechna jeho kola byla zdvojená. Dojezd stroje zkracovalo použití brzdícího padáku.
Křídlo letounu bylo pečlivě řešené s ohledem na potřebu krátkých vzletů a přistání a vysoké obratnosti stroje. Přes celou náběžnou hranu křídla byl slot, zatímco po celé šířce odtokové hrany byly velké Fowlerovy klapky a křidélka plnící také funkci klapek.

## Testy prototypů

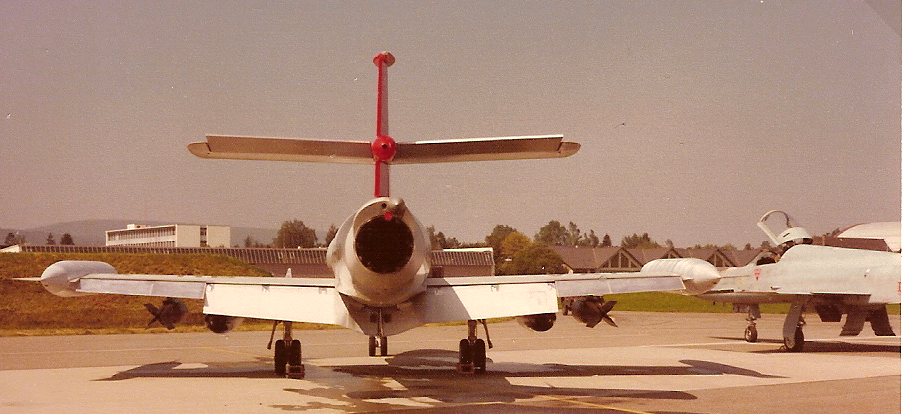
FFA P-16

V roce 1952 byla objednána stavba dvou prototypů P-16 Mk I. První let typu proběhl 25. dubna 1955. První prototyp byl poháněn britským motorem Armstrong Siddeley Sapphire ASS 6. Po 12,5 letových hodinách byl v srpnu 1955 zničen a skončil na dně Bodamského jezera. Ukázal se však být tak slibným, že byla objednána stavba dalších čtyř předsériových strojů.
Druhý prototyp s pozměněnými vstupními otvory vzduchu k motoru, poprvé vzlétl v červnu 1956 a 15. srpna 1956 se mu poprvé podařilo překonat rychlost zvuku. Druhý prototyp měl větší nádrže na koncích křídla, aerodynamické brzdy pod trupem a pouzdro s brzdícím padákem nad výtokovou tryskou motoru.
Testy ukazovaly, že P-16 byl opravdu vhodný pro provoz v horských podmínkách Švýcarska. Díky svým vlastnostem STOL byl schopný startu a přistání na ploše dlouhé pouhých 330 m. Díky své kompaktnosti, výkonnému motoru a pokročile řešenému křídlu dosahoval vysokých výkonů, aniž by ztratil výborné vlastnosti v malých výškách a rychlostech.
Jediný dokončený předsériový stroj, zalétaný v dubnu 1957 a označený jako P-16 Mk.II, se od prototypů lišil především použitím výkonnějšího motoru Armstrong Siddeley Sapphire 7, který nahradil verzi Sapphire 6. Použitá pohonná jednotka byla stejná jako u typu Hawker Hunter. Také tento stroj ukončil svou leteckou kariéru havárií v březnu 1958.

## Ztráta zájmu švýcarské vlády
Jelikož zkoušky prototypů a předsériového kusu probíhaly úspěšně, byl v roce 1958 podepsán kontrakt na stavbu 100 sériových kusů P-16 Mk III pro švýcarské letectvo. Objednávka se stala předmětem ostrých politických střetů ve švýcarském parlamentu. Když byl při nehodě, kterou způsobila banální závada hydraulického systému, zničen i první předsériový stroj (stejně jako první prototyp se potopil v Bodamském jezeře), švýcarský parlament zrušil celou svou objednávku, přestože letoun splnil všechny na něj kladené požadavky. Jako náhrada P-16 byl objednán britský Hawker Hunter.

## Pokus o pokračování v projektu
Továrna FFA ovšem pokračovala v dalším vývoji typu na vlastní náklady. Ještě po zrušení objednávky dokončila dva ze tří rozestavěných předsériových P-16. Přestože tento čtvrtý a pátý vyrobený kus létaly pod civilní registrací X-HB-VAC a X-HB-VAD, jednalo se ve všech ohledech o vojenské výrobky. Letouny měly plnou výzbroj a první z nich nesl i kamufláž.
Výzbroj letounu se měla skládat ze dvou 30mm kanónů Hispano-Suiza HS 825 se 120 náboji na hlaveň, výsuvné raketnice neřízených střel Matra FFAR ráže 68 mm a až 2 590 kg výzbroje na čtyřech závěsnících pod křídly. Podvěšena mohla být pouzdra s kanóny, pumy, neřízené střely ráže 80 mm Oerlikon SURA či kanystry s napalmem.
FFA se však nepodařilo P-16 kamkoliv prodat, přestože mnohá letectva o typ měla zájem. Například pro USA by byl typ velice vhodný pro užití ve vietnamské válce, ale fakt, že P-16 nebyl zaveden do služby ve vlastním letectvu se ukázal být zásadní překážkou. Dodnes se zachoval jeden kus P-16 složený ze dvou exemplářů. Je vystaven v muzeum švýcarského letectva na letecké základně Dübendorf.
Zajímavostí je, že křídlo P-16 našlo uplatnění v civilním sektoru i první konstrukce firmy Learjet. Zakladatel firmy Bill Lear byl natolik zaujat vlastnostmi P-16, že se rozhodl použít jeho křídlo i s typickými přídavnými nádržemi na koncích jako základ prototypu typu Learjet 23, kterým se jeho firma prosadila na světových trzích.

## Varianty

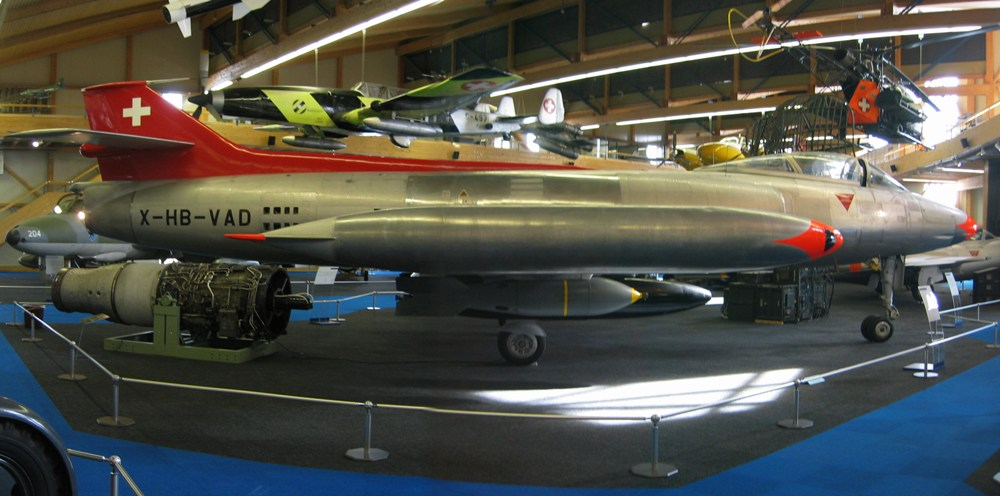
P-16 Mk.III

- P-16 Mk I – Dva prototypy s motorem Armstrong Siddeley Sapphire 6
- P-16 Mk II – Předsériové kusy s motorem Armstrong Siddeley Sapphire 7. Ze čtyř objednaných byl postaven jen jeden kus.
- P-16 Mk III – Poslední dva kusy postavené továrnou na vlastní náklady při pokusu o záchranu projektu.

Navrhované varianty:
- P-16-Trainer
- P-16 ECM
- AA-7: SNECMA Atar 9C
- AJ-7: General Electric J79
- AR-7: Rolls-Royce RB.168

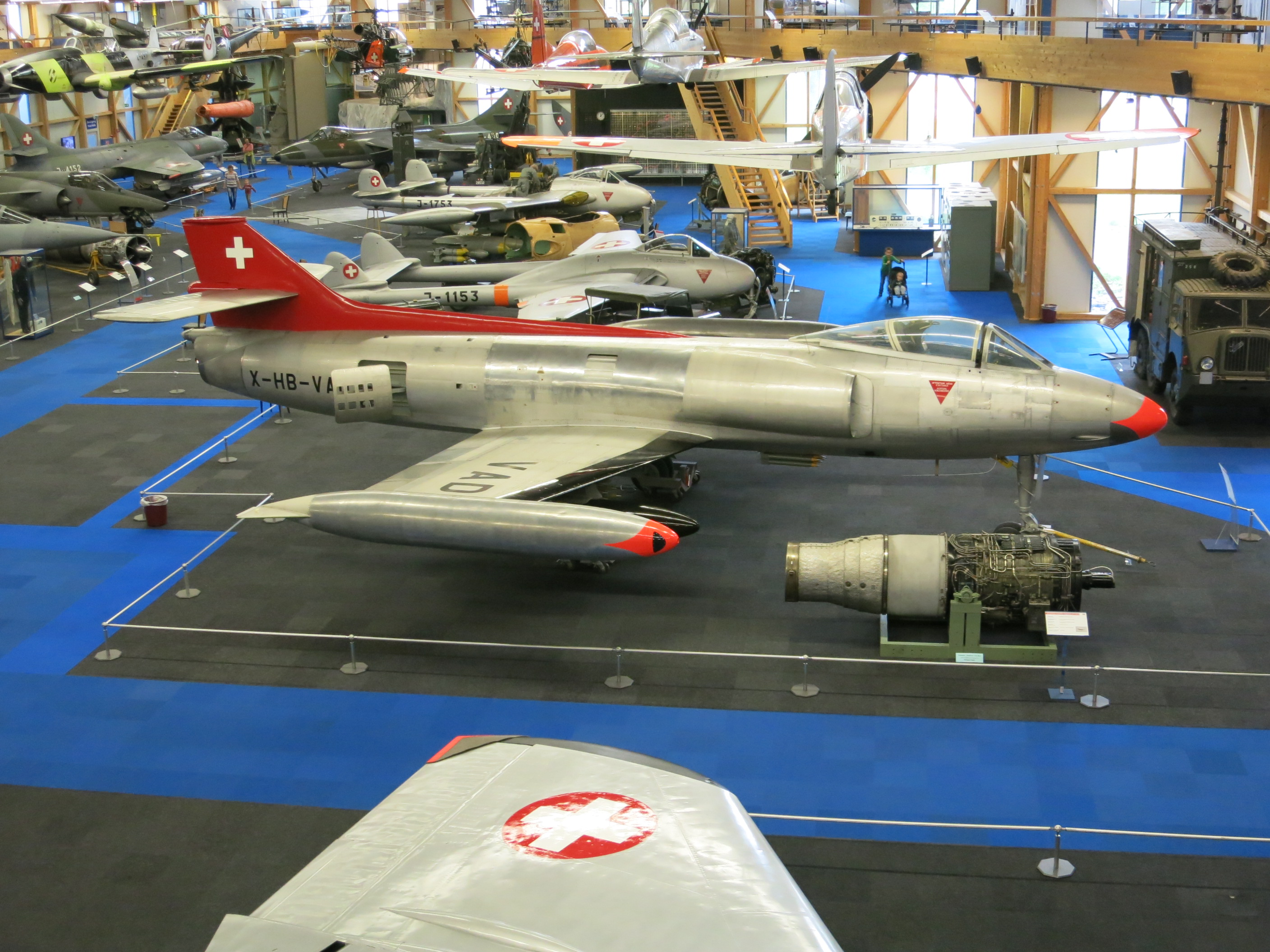
FFA P-16 MK.III J-3005/ X-HB-VAD
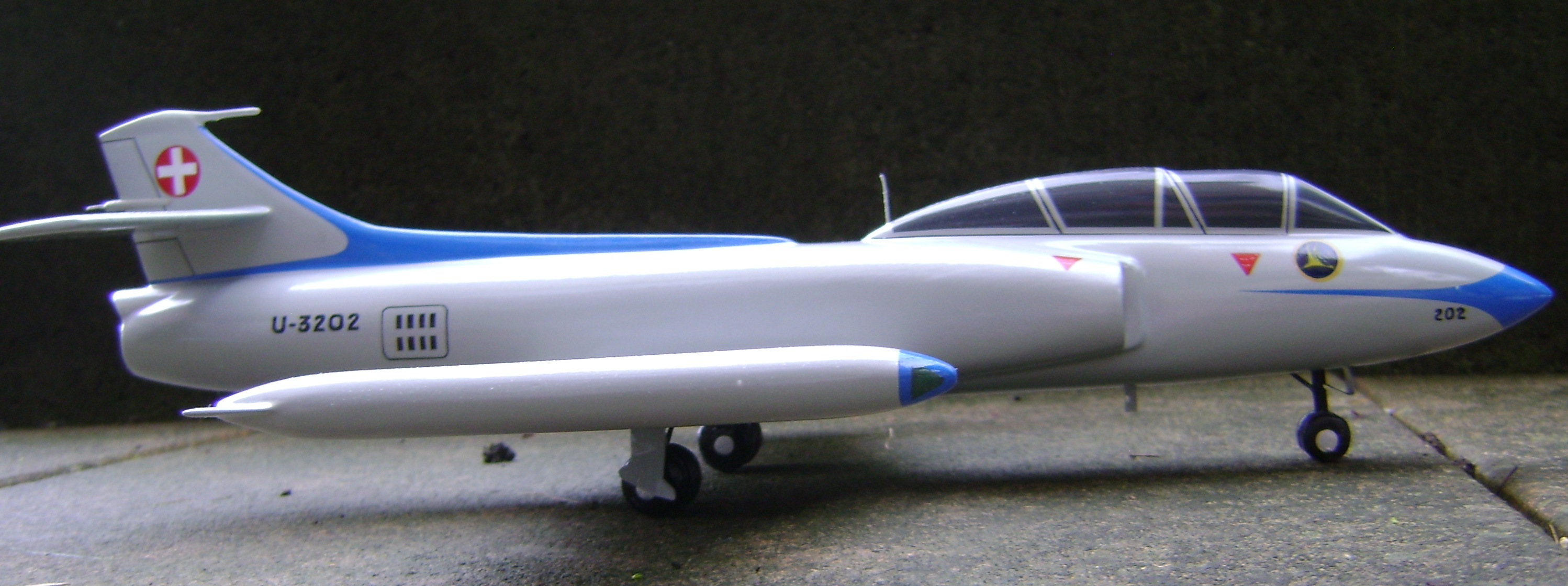
FFA P-16 Trainer
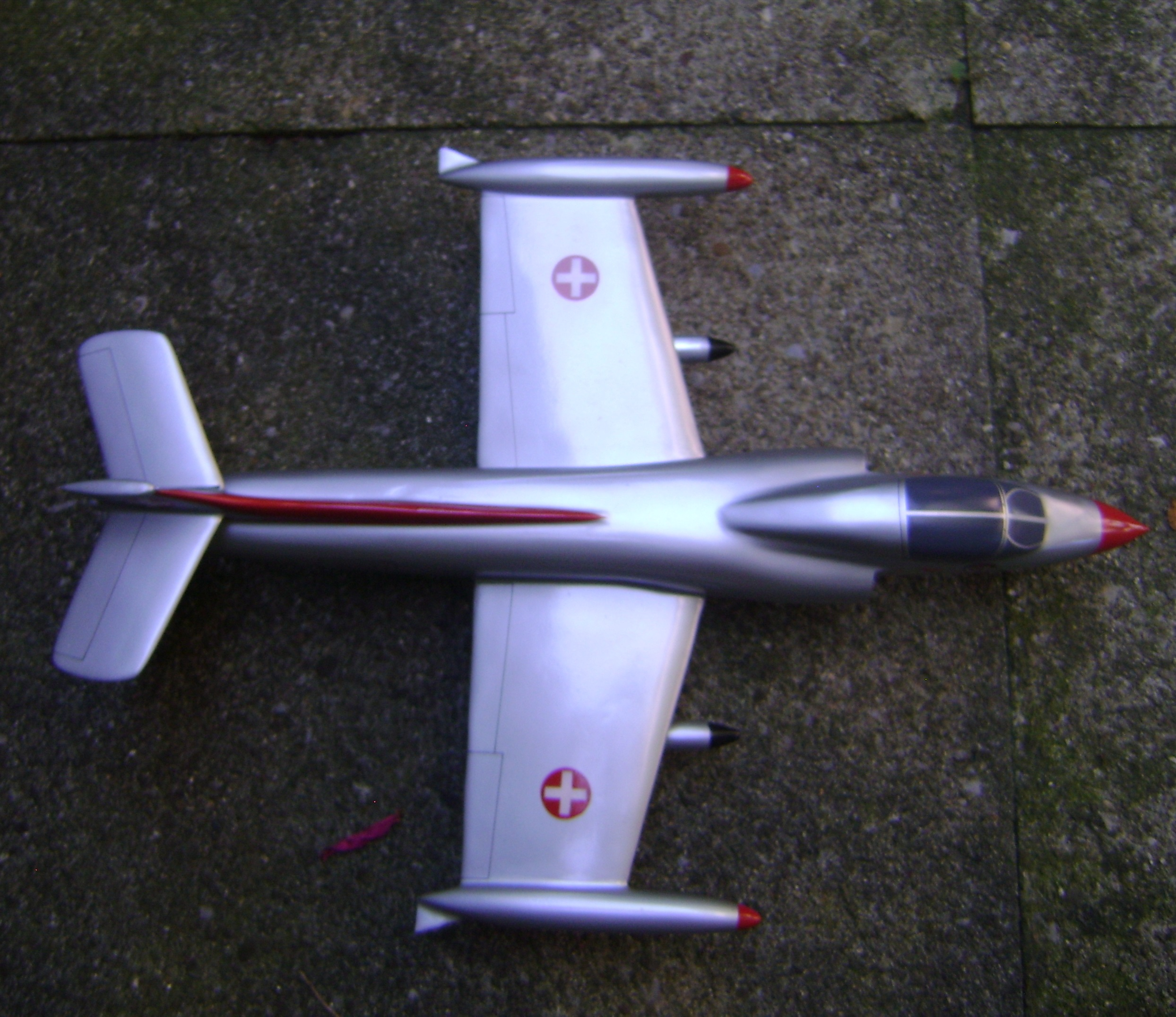
FFA P-16 ECM
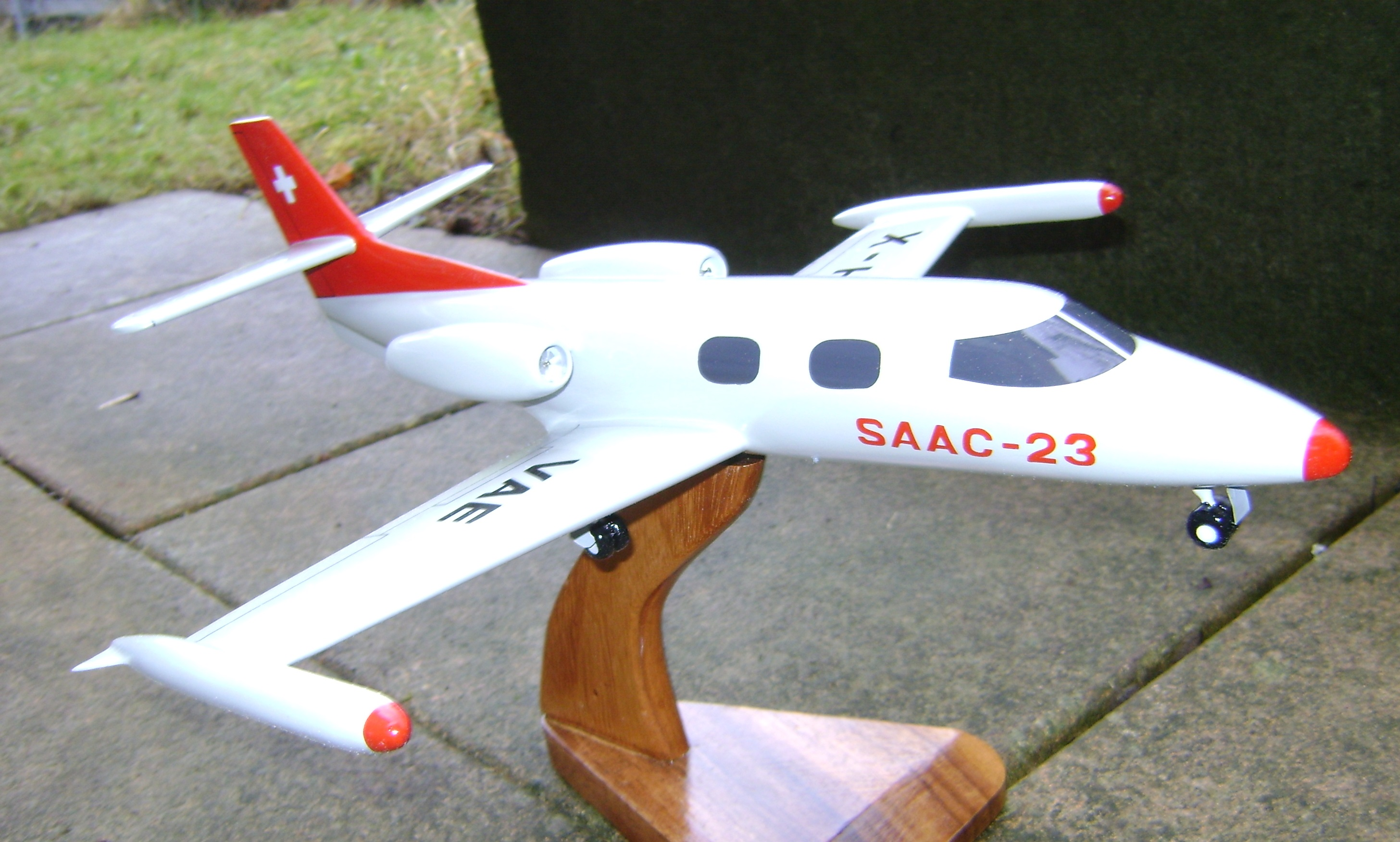
FFA SAAC-23

## Specifikace (P-16 Mk III)

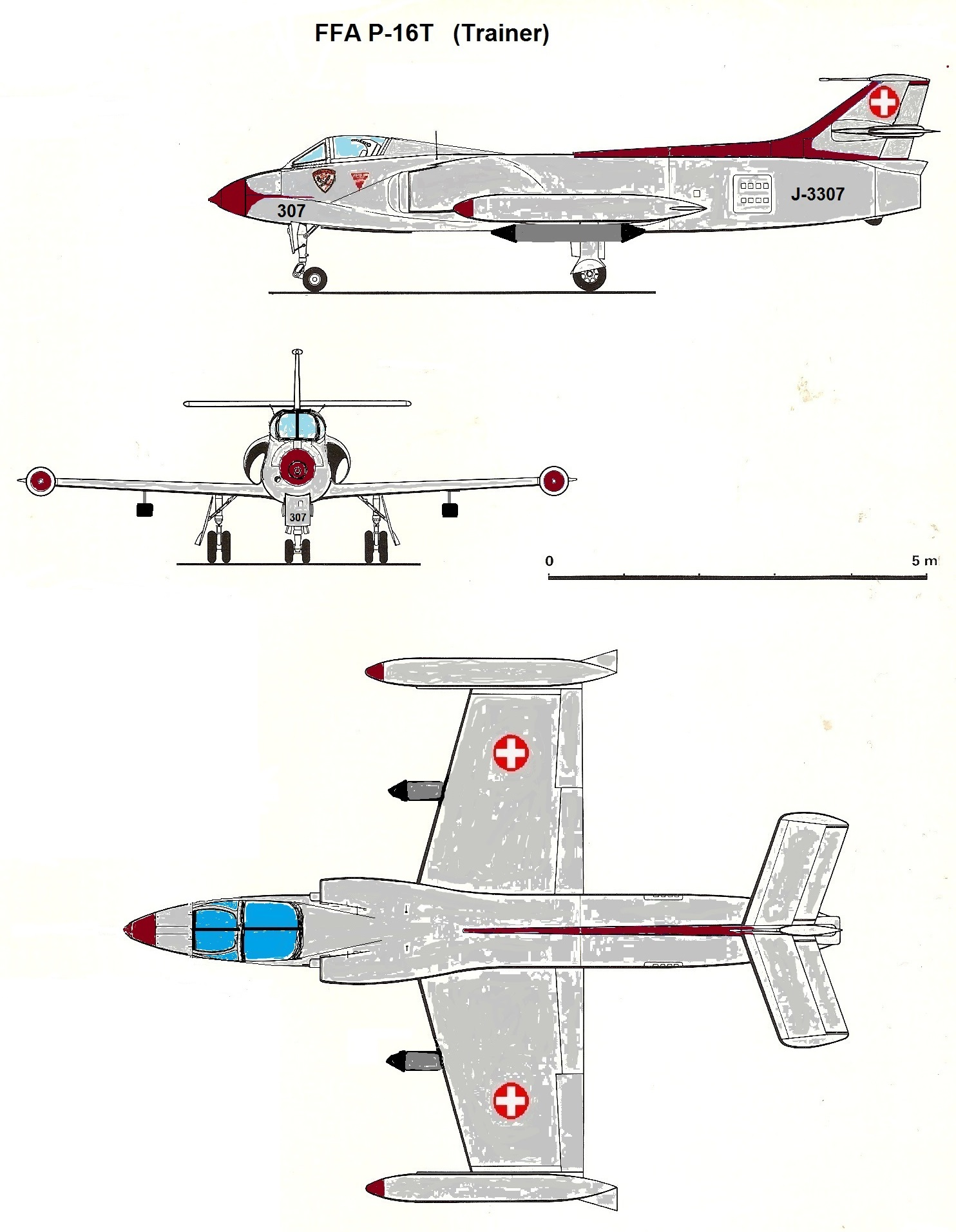

### Technické údaje
- Posádka: 1 (pilot)
- Rozpětí: 11,14 m
- Délka: 14,24 m
- Výška: 4,26 m
- Nosná plocha: 30 m²
- Hmotnost prázdného letounu: 7040 kg
- Max. vzletová hmotnost: 11 720 kg
- Pohonná jednotka: 1 × proudový motor Armstrong Siddeley Sapphire 7
  - Tah motoru: 49 kN

### Výkony
- Maximální rychlost: 1115 km/h (Mach 0,92) ve výšce 7925 m (Až Mach 1,1 při mírném střemhlavém letu)[1]
- Dostup: 14 500 m
- Stoupavost: 3900 m/min
- Dolet: 1400 km

### Výzbroj
- 2 × 30mm kanón Hispano-Suiza HS 825 (120 nábojů na hlaveň)
- Výsuvná raketnice se 44 kusy neřízených střel Matra FFAR ráže 68 mm.
- až 2590 kg zátěže na 4 závěsnících